# Erioptera yukonensis
Erioptera yukonensis là một loài ruồi trong họ Limoniidae. Chúng phân bố ở miền Tân bắc.